# The Veils
The Veils est un groupe de rock de Nouvelle-Zélande, basé à Londres, et mené par le chanteur et musicien Finn Andrews.

## Histoire
Finn Andrews a vécu une partie de son enfance en Nouvelle-Zélande. À 16 ans, il décide de quitter l'école et de retourner vivre à Londres pour y former un groupe et trouver un label. Geoff Travis, de Rough Trade Records le signe, et en 2001 sort le premier album des Veils, The Runaway Found
En 2004, le groupe éclate. Andrews repart en Nouvelle-Zélande, pour chercher de nouveaux membres et écrire l'album suivant. Il y retrouve deux anciens camarades de classe, Sophia Burn et Liam Gerrard.
En 2005, le trio revient à Londres. Dan Raishbrook et Henning Dietz les rejoignent, le groupe est alors reformé.
Ils vont enregistrer un deuxième album, Nux Vomica, à Los Angeles avec le producteur Nick Launay.
Nux Vomica sort en septembre 2006 et reçoit de nombreuses critiques élogieuses.
Le troisième album, Sun Gangs, est terminé et sort le 6 avril 2009.
Leur cinquième album, intitulé Total Depravity, sort le 26 août 2016 sous le label Nettwerk Records.

## Discographie

### Albums studio
- 2004 - The Runaway Found
- 2006 - Nux Vomica
- 2009 - Sun Gangs
- 2013 - Time Stays, We Go
- 2016 - Total Depravity
- 2023 - ...And Out of the Void Came Love
- 2025 - Asphodels

## Reprises au cinéma et à la télévision
- La chanson Vicious Traditions (album : The Runaway Found) est présente dans le film Mr. Brooks.
- La chanson Lavinia est présente dans le 23e épisode de la saison 2 dans la série One Tree Hill.
- La chanson Axolotl est jouée en live du Roadhouse dans le 15e épisode de la 3e saison de Twin Peaks.
- La chanson One night on Earth sera diffusée durant le 15e épisode de la 6e saison de la série One Tree Hill
- La chanson The Leavers Dance est entendue dans l'épisode trois de la 3e saison de cette même série.
- La chanson Through The Deep, Dark Wood est entendue à la fin de l'épisode sept de la 1re saison de la série Arrow.
- La chanson Nux Vomica est présente sur la bande originale du film Il divo réalisé par Paolo Sorrentino.
- La chanson Low Lays The Devil est entendue dans l'épisode sept de la 2e saison de la série Lucifer.
- La chanson Grey Lynn Park est entendue vers la fin de l'épisode 1 de la 1re saison  de la série .Suits : Avocats sur mesure
- La chanson Jesus for the Jugular est présente dans le film The Devil's Double.